# مشاع بقايي (بمبور الغربي)
مشاع بقایي (بالفارسية: مشاع بقایی) هي قرية تقع في إيران في قسم بمبور الغربي الريفي.